# Pagurojacquesia polymorpha
Pagurojacquesia polymorpha är en kräftdjursart som först beskrevs av de Saint Laurent och McLaughlin 1999.  Pagurojacquesia polymorpha ingår i släktet Pagurojacquesia och familjen eremitkräftor. Inga underarter finns listade i Catalogue of Life.